# Икатибант
Икатибант, продаваемый под торговой маркой Firazyr — препарат-блокатор брадикининовых B2-рецепторов, противоаллергический препарат, который применяется для симптоматической терапии острых приступов наследственного ангионевротического отека у взрослых с дефицитом ингибитора C1-эстеразы.
Икатибант в ряде стран был признан орфанным препаратом — то есть средством для лечения редких заболеваний, которое априори не может дать большого эффекта в фармакологии из-за узости применения.

## Фармакологическое действие
Брадикинин — это гормон на основе пептидов, который локально образуется в тканях, очень часто в ответ на травму. Он увеличивает проницаемость сосудов, расширяет кровеносные сосуды и вызывает сокращение гладкомышечных клеток. Брадикинин играет важную роль посредника боли. Избыток брадикинина отвечает за типичные симптомы воспаления, такие как отек, покраснение, перегрев и боль. Эти симптомы опосредованы активацией рецепторов брадикинина B2. Икатибант действует как ингибитор брадикинина, блокируя связывание нативного брадикинина с рецептором брадикинина B2. Мало что известно о влиянии икатибанта на рецептор брадикинина B1.

## Применение при леченииCOVID-19
Некоторые европейские и иранские специалисты рассматривают икатибант как эффективный препарат интенсивной терапии для блокирования механизма отёка лёгких при тяжёлых формах COVID-19.
На икатибант обратили внимание и начали полноценные клинические испытания, дабы использовать для блокирования брадикининового шторма при COVID-19. Плюс этого лекарства в том, что оно давно известно и одобрено для применения, а патент на него истёк, таким образом, его может производить любая фармацевтическая компания.